# Artemisa
Artemisa este un oraș din Cuba. Activitatea economică principală a orașului este agricultura, solul roșu fertil ajutând la creșterea bananelor, tununului, trestiei de zahăr și a altor fructe. 